# Owiniszcza (obwód wołogodzki)
Owiniszcza (ros. Овинища) – wieś w Rosji, w rejonie grazowieckim obwódu wołogodzkiego. W 2002 liczyła 6 mieszkańców, z kolei w 2010 populacja miejscowości wynosiła 2 osoby.